# Open de Moselle 2007
L'Open de Moselle 2007 è stato un torneo di tennis giocato sul cemento indoor.
È stata la 5ª edizione dell'Open de Moselle,
che fa parte della categoria International Series nell'ambito dell'ATP Tour 2007.
Si è giocato all'Arènes de Metz di Metz in Francia,
dal 1º ottobre al 7 ottobre 2007.

## Campioni

### Singolare
Tommy Robredo ha battuto in finale  Andy Murray con il punteggio di 0–6, 6–2, 6–3

### Doppio
Arnaud Clément /  Michaël Llodra hanno battuto in finale  Mariusz Fyrstenberg /  Marcin Matkowski con il punteggio di 6–1, 6–4